# Centre d'action bénévole
 (février 2014).
Si vous disposez d'ouvrages ou d'articles de référence ou si vous connaissez des sites web de qualité traitant du thème abordé ici, merci de compléter l'article en donnant les références utiles à sa vérifiabilité et en les liant à la section « Notes et références ».
Un centre d’action bénévole (CAB) est une organisation à but non lucratif (OBNL) vouée à la promotion et au développement du bénévolat. 
Il regroupe des organismes et des personnes bénévoles, dans un territoire donné. Selon le Cadre de référence d'un centre d'action bénévole, publié par la Fédération des centres d'action bénévole du Québec en 1991, il a pour mission de « promouvoir l’action bénévole dans les différents secteurs de l’activité humaine et de susciter une réponse aux besoins du milieu ».
Au Québec, le cadre de référence d’un centre d’action bénévole est régi par la Fédération des centres d’action bénévole du Québec (FCABQ).
Pour le CAB, le bénévole est sa raison d’être. Au cœur de sa mission, il contribue, avec les autres bénévoles, au mieux-être des communautés. Il participe à la création d’un monde plus juste, plus humain et plus équitable et est considéré comme une ressource essentielle en matière de changement social.
L’action bénévole contribue à la fois au mieux-être de la personne qui reçoit et à celui de la personne qui donne. En ce sens, le bénévolat est aussi un facteur de développement personnel et social.
Le centre d’action bénévole joue le rôle de pont entre les bénévoles et les organismes sans but lucratif qui requièrent leurs services. Le CAB s’assure que les ressources bénévoles ne sont pas exploitées indûment. Il offre un service d’accueil, d’information, de conseil et d’orientation aux personnes qui souhaitent devenir bénévoles et à celles qui sont déjà expérimentées. Il les informe de leurs droits et veille au respect de leurs libertés, en matière de disponibilités, de compétences et d’intérêts. Un bénévolat pleinement consenti sera plus durable. Aux organisations, il propose un service d’analyse des besoins, de sélection et d’aide au recrutement de bénévoles. Enfin, le centre d’action bénévole offre des services aux individus, qui varient en fonction de la spécificité de son territoire de service.